# Anna Hedh
Anna Hedh (Uppsala, 18 marzo 1967) è una politica svedese, eurodeputata per il Partito Socialdemocratico Svedese.

## Biografia
Esponente del Partito Socialdemocratico, è stata eletta europarlamentare in occasione delle elezioni europee del 2004, venendo confermata a quelle del 2009 e a quelle del 2014; ha terminato il mandato parlamentare nel 2019.